# Wilczyn (gromada w powiecie konińskim)
Wilczyn – dawna gromada, czyli najmniejsza jednostka podziału terytorialnego Polskiej Rzeczypospolitej Ludowej w latach 1954–1972.
Gromady, z gromadzkimi radami narodowymi (GRN) jako organami władzy najniższego stopnia na wsi, funkcjonowały od reformy reorganizującej administrację wiejską przeprowadzonej jesienią 1954 do momentu ich zniesienia z dniem 1 stycznia 1973, tym samym wypierając organizację gminną w latach 1954–1972.
Gromadę Wilczyn z siedzibą GRN w Wilczynie utworzono – jako jedną z 8759 gromad na obszarze Polski – w powiecie konińskim w woj. poznańskim, na mocy uchwały nr 25/54 WRN w Poznaniu z dnia 5 października 1954. W skład jednostki weszły obszary dotychczasowych gromad Cegielnia, Dębówiec, Kownaty, Świętne, Wilcza Góra, Wilczyn i Zygmuntowo, ponadto miejscowości Wacławowo i Wygorzela z dotychczasowej gromady Marszewo oraz miejscowość Wtórek (parcele) z dotychczasowej gromady Wtórek – ze zniesionej gminy Wilcza Góra w tymże powiecie. Dla gromady ustalono 27 członków gromadzkiej rady narodowej.
1 stycznia 1958 do gromady Wilczyn włączono miejscowości Biela, Biela folwark, Kościeszki, Ościsłowo, Ościsłowo kolonia, Wiśniewa, Wiśniewa kolonia, Witoldowo, Wtórek i Wtórek kolonia ze zniesionej gromady Biela oraz miejscowości Gogolina, Gogolina Nowa, Gogolina Stara, Kaliska, Kaliska kolonia, Kaliska parcela, Kopydłowo, Kopydłowo parcela, Kopydłowo A, Kopydłowo B, Kopydłowo C, Kopydłowo Nowe, Kopydłówek, Kwiatkowo, Ostrówek i Suchary ze zniesionej gromady Kaliska w tymże powiecie. 
1 stycznia 1962 do gromady Wilczyn włączono miejscowości Góry i Góry-Kolonia ze znoszonej gromady Ostrowąż w tymże powiecie.
Gromada przetrwała do końca 1972 roku, czyli do kolejnej reformy gminnej. 1 stycznia 1973 w powiecie konińskim utworzono gminę Wilczyn.